# Frederik von Castell
Frederik von Castell (* 10. Oktober 1989 in Bamberg) ist ein deutscher Medienjournalist. Er ist seit 2024 Chefredakteur des Medium Magazins.

## Leben
Frederik von Castell wurde in Bamberg geboren. Nach dem Abitur am Kaiser-Heinrich-Gymnasium absolvierte er von 2010 bis 2013 sein Bachelor-Studium in Soziologie und Germanistik an der Universität Potsdam. Im Anschluss absolvierte von Castell den Master of Arts Journalismus am Journalistischen Seminar der Johannes Gutenberg-Universität Mainz unter Volker Wolff und Karl-Nikolaus Renner. Im Anschluss an das Studium wurde von Castell wissenschaftlicher Mitarbeiter am Journalistischen Seminar, 2015 bis 2016 zunächst bei Volker Wolff und anschließend bis 2020 bei Tanjev Schultz. Bis heute ist von Castell als Lehrbeauftragter am Journalistischen Seminar tätig, gibt Seminare in den Bereichen Factchecking, Verifikation, Recherche und Datenjournalismus.
2018 nahm die Gutenberg Akademie der Johannes Gutenberg-Universität Mainz von Castell als gefördertes Juniormitglied auf. Im gleichen Jahr wurde Frederik von Castell im hr-info-Team mit dem Deutschen Reporterpreis in der Kategorie „Multimedia“ für das Projekt Opfer ohne Stimme ausgezeichnet. Die Arbeit, an der von Castell als freier Datenjournalist mitwirkte, zeige exemplarisch, wie sich mit wenig Geld große, relevante Stoffe erzählen lassen, lobte die Jury. Das Projekt wurde zudem mit dem HR Video Preis 2019 und dem World Childhood Award 2019 ausgezeichnet. Das Medium Magazin listete Frederik von Castell im Juni 2020 unter den „Top 30 bis 30“ Nachwuchsjournalisten.
Als freier Datenjournalist arbeitete von Castell bis 2021 unter anderem beim Hessischen Rundfunk und beim SWR. Anschließend war von Castell Redakteur im Faktencheck-Team der Deutschen Presse-Agentur. Im November 2021 wechselte er als Redaktionsleiter zu Übermedien. Im Oktober 2023 verließ von Castell Übermedien und wurde mit Beginn des Jahres 2024 Chefredakteur des Medium Magazins.
Frederik von Castell ist verheiratet und lebt in Berlin.

## Veröffentlichungen
- Castell, Frederik von; Schultz, Tanjev; Glasstetter, Gabriele (2018): Vernetzung durch Datenjournalismus – Stabilität und Wandel von Redaktionsstrukturen. In: Eilders, Christiane; Jandura, Olaf; Bause, Halina; Frieß, Dennis (Hrsg.): Vernetzung. Stabilität und Wandel gesellschaftlicher Kommunikation. (Schriftenreihe der Deutschen Gesellschaft für Publizistik- und Kommunikationswissenschaft, 45). Köln, Herbert von Halem, S. 24–41.